# Нисам ја (тајландска ТВ серија)
Нисам ја (тај. ตว...ตวตา; енгл. Not me) је тајландска акциона телевизијска драмска серија, у којој главне улоге тумаче Џумпол Адулкитипорн и Атапан Пунсават. Радња серије се врти око Вајта који се прерушава у свог брата близанца Блека како би открио ко је издао, а ко је напао и ставио у кому његовог брата.
Серија се нашла на списку најбољих БЛ серија за 2022. годину у часопису „Teen Vogue”. Серија заступа друштвене појаве као што су борба против политичке корупције, монопола и залагање за једнака људска права у виду одобравања истополних бракова.
Једнојајчани близанци Блек (Ган) и Вајт (такође Ган) деле емоционалну везу која је толико јака да осећају бол један другог. Да би умањили њихову везу, родитељи их раздвајају једног од другог у раним тинејџерским годинама. Након што је дипломирао на универзитету у иностранству, Вајт се враћа у Бангкок да би кренуо стопама свог оца припремајући се да постане дипломата. Међутим, убрзо након његовог доласка на Тајланд, веза са његовим близанцем поново постаје очигледна јер Вајт пати од страшног бола када Блек доспе у кому. Да би открио ко је повредио његовог брата, Вајт преузима његов идентитет и инфилтрира се у Блекову банду коју чине политички активисти – група студената који су постали осветници, који своје животе стављају на коцку за праведније тајландско друштво. Вајт све чешће доводи у питање своје саучесништво у конзервативној и неправедној динамици која га окружује. Успут, његов саиграч и Блеков ривал, Шон прелази од сумње у „Блека” у изненадну емпатију и уједначеност до заљубљивања у ову његову нову верзију. Затвор и смрт постају стална претња њиховим животима, Вајт се затиче усред велике побуне против капиталистичке похлепе, корупције и кршења грађанских права.
| Глумац                            | Улога     |
| --------------------------------- | --------- |
| Gun Atthaphan Phunsawat           | Блек/Вајт |
| Off Jumpol Adulkittiporn          | Шон       |
| Mond Tanutchai Wijitvongtong      | Грам      |
| First Kanaphan Puitrakul'         | Јок       |
| Papang Phromphiriya Thongputtaruk | Гумпа     |
| Fluke Gawin Caskey                | Дан       |

1. ↑  Williams, K-Ci (2022-12-16). „The 11 Best BL Dramas of 2022”. Teen Vogue (на језику: енглески). Приступљено 2022-12-19.

- Not me на веб-сајту  (језик: енглески)